# Pasquale Altavilla
Pasquale Altavilla, né le 6 décembre 1806 à Naples (Royaume de Naples) et mort le 2 août 1875 à Naples était un acteur de théâtre et écrivain italien. Auteur de plus de soixante pièces, il était un acteur versatile, capable d'exceller dans le mime, la danse et la musique.

## Biographie
Altavilla a eu une longue carrière d'acteur. Dès 1834, au Teatro San Carlino, il incarne principalement des personnages d'« idiot » avec un succès qui attire la jalousie de Antonio Petito (it) (le plus célèbre des Pulcinella napolitains) qui s'efforça d'en entraver la carrière.

Pasquale Altavilla jouant la guitare

En 1864, il travaille dans d'autres théâtres napolitains comme le Sebeto, le Teatro Fenice et le Teatro Nuovo ; il devient l'un des auteurs dramatiques et comiques les plus renommés de l'époque, écrivant de sa main au moins soixante comédies (certaines sources parlent de cent dix) en napolitain, presque tous inspirées d'événements de la vie quotidienne, avec des effets comiques et spontanés qui ont un grand impact sur le public.
Zì Pascale, était le surnom que lui donnait Eduardo Scarpetta. Pasquale Altavilla est décédé dans sa ville natale à 69 ans, à la suite d'une chute dans les escaliers.